# Langstraatse Mikkemannen

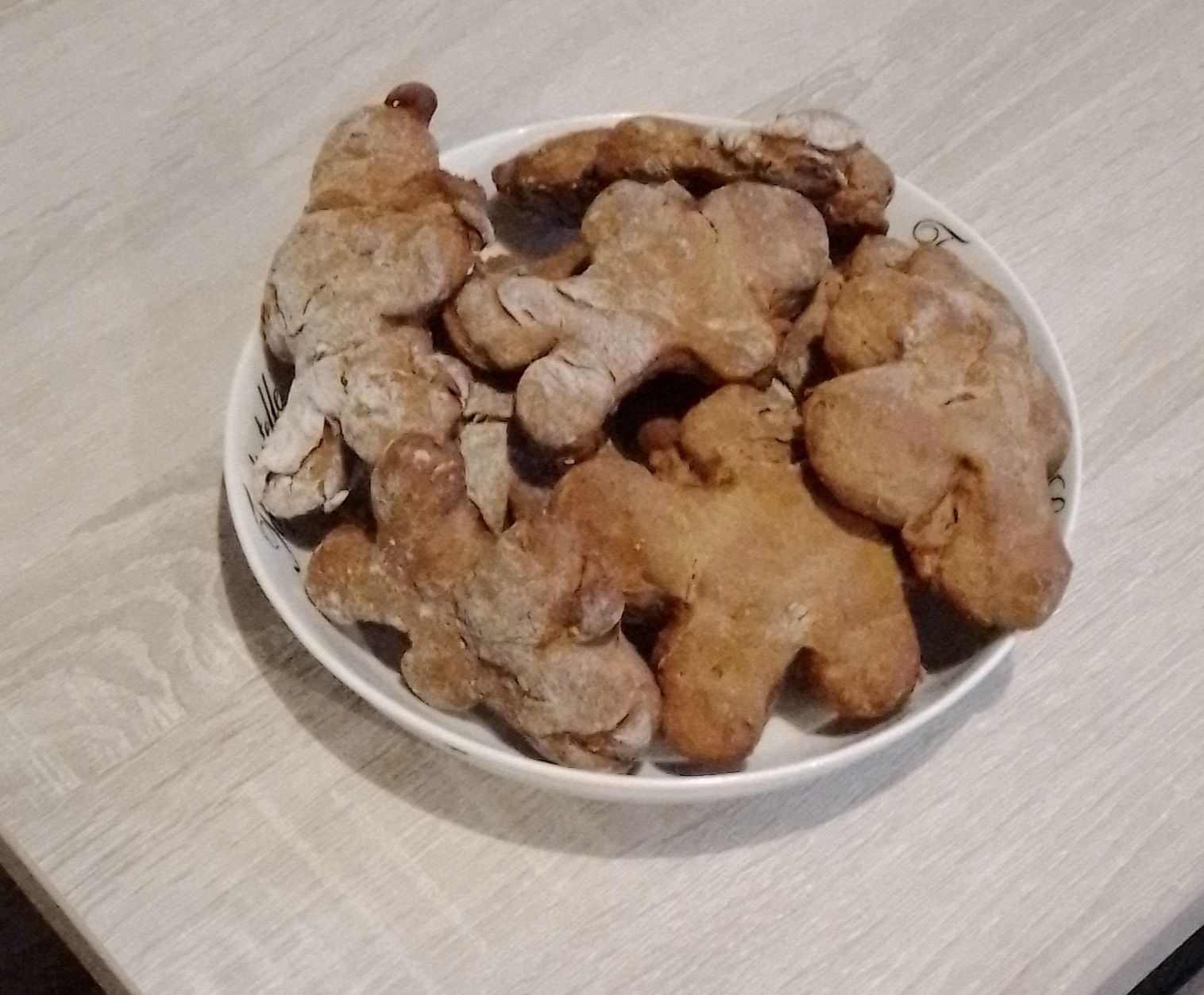
Kaatsheuvelse Mikkemannen

De Mikkeman is een streekproduct uit de Noord-Brabantse streek de Langstraat.
Het is een brood, oorspronkelijk in de vorm van een pop, waarbij aan het brooddeeg speculaaskruiden, kaneel en basterdsuiker toegevoegd zijn. Tegenwoordig worden er ook diverse andere vormen geproduceerd. 
Vaak worden er krenten of rozijnen gebruikt om het gezicht en de knopen van de pop weer te geven.
De bekende speculaaspop was vroeger voor relatief veel mensen in deze regio niet te betalen. Daarom werd er gekozen voor een goedkopere variant, waarvoor relatief weinig speculaaskruiden nodig waren.
Gedurende de Sinterklaastijd wordt deze lekkernij nog regelmatig gegeten.
De Mikkeman is bij bakkers en sommige supermarkten in de regio te verkrijgen in een versimpelde variant. Mikkemannen (oudnederlands voor Broodmannen) werden met een "speculaaspopvorm" gemaakt. Om productietijd te besparen, worden ze hedendaags verkocht in ronde vorm.